# Пимен Угрешски
Пимен Угрешки (рођ. Пјотр Дмитријевич Мјасников; 10 (22) август 1810, према другим изворима 13 (25) август 1809 [1], Вологда - 17 (29) август 1880, Николо-Угрешки манастир, Московска губернија) је био архимандрит Руске православне цркве, дугогодишњи настојатељ Николо-Угрешког манастира, који је претворио у један од највећих духовних центара Московске области.
Канонизован од стране Руске православне цркве 2004. године као светитељ.

## Биографија
Рођен је 10. августа 1810. године у граду Вологди (према документарним подацима, 13. августа 1809. године). Био је син јединац (осим ћерки, од којих је једна постала и монахиња) родитељима Дмитрија Афанасјевича и Авдотије Петровне. Родитељи су били богати и побожни људи, који су потицали из трговачког сталежа; отац је био црквени старешина у својој парохији.
Једина Петрова учитељица била је „кројачица Пелагеја Јегоровна“, која га је научила да чита и пише. Сваки слободан минут проводио је у цркви; са једанаест година је слободно читао Библију, читао књигу „Духовна азбука“ и са 17 година је већ одлучио да се замонаши. Године 1830, у пустињи седам градова, упознао је Дмитрија Брјанчанинова. Духовни разговор са којим је оставио снажан утисак на њега и коначно одобрио његову жељу да се повуче у манастир. Након што је Дмитриј Брјанчанинов у постригу добио име Игњатије, неко време је живео код Мјасникових, пошто су његови родитељи одбили да приме новопостриженог монаха.
У јуну 1832. године, Петар је дошао у Кирило-Новоезерски манастир, где је тада настојатељ био игуман Аркадије, изабран на ово место по упутству архимандрита Теофана Новоезерског, ученика монаха Теодора Санаксарског. Млади искушеник Петар био је на послушности као помоћник подрумара и припремао је одежде за службу.
Исте 1832. године Петар Мјасников посетио је Игњатија (Брјанчанинова у манастиру Лопотов, чији је био ректор. По одласку, отац Игњатије му је доставио писма у Оптинску испосницу – старцу Лаву и јеромонаху Иларију, који је у то време био свештеник у Оптини, а следеће године, преселивши се у Оптинску испосницу, постао је послужитељ јеромонаха Иларија.
Када је 1834. године, по препоруци игумана Игњатија (Брјанчанинова), јеромонах Иларије постављен за настојатеља Николо-Угрешког манастира са уздизањем у чин игумана, он је са својим келијаром стигао на ново место службе. У „Мемоарима“ Пимен је писао: „Пет и по година сам исправљао своје келијско послушање код оца Иларија; Нисам имао посебну ћелију, а живео сам у ходнику иза паравана који су блокирали угао и прозор. У недостатку људи имао сам неколико послушања: био сам 1) игуманов келијар, 2) трпезар, 3) погребник, а због недостатка подрумара и 4) свечар.
Дана 26. марта 1838. године, на Лазареву суботу, игуман Иларије постриже искушеника Петра у монашки чин са именом Пимен у част Пимена Великог. 23. фебруара 1839. године рукоположен је у чин јерођакона, а 25. априла 1840. године у јеромонаха. 26. фебруара 1844. године постављен је за благајника.
Митрополит Филарет (Дроздов) је 16. новембра 1852. године поверио управу над манастиром. Прво што је отац Пимен урадио на својој новој функцији било је увођење конака у манастир, то је Митрополит дуго тражио, али се отац Иларије противио. 16. октобра 1853. године Николо-Угрешки манастир је претворен из пуноправног у богословски, а јеромонах Пимен је уздигнут у чин игумана и постављен за настојатеља манастира.
Трудом оца Пимена у манастиру је подигнуто пет цркава: Николајевска саборна црква 1843. године, црква Свете Марије Египћанке 1851. године, црква Вазнесења Господњег 1852. године, а 1860. године Покровска и Петрова црква и Павла Скита. Све их је освештао митрополит московски Филарет. Неколико дана пре смрти архимандрита Пимена, у манастиру је постављен грандиозни Саборни храм Преображења Господњег.
Умро је 17. августа 1880. године.